# Commissie-Barroso II

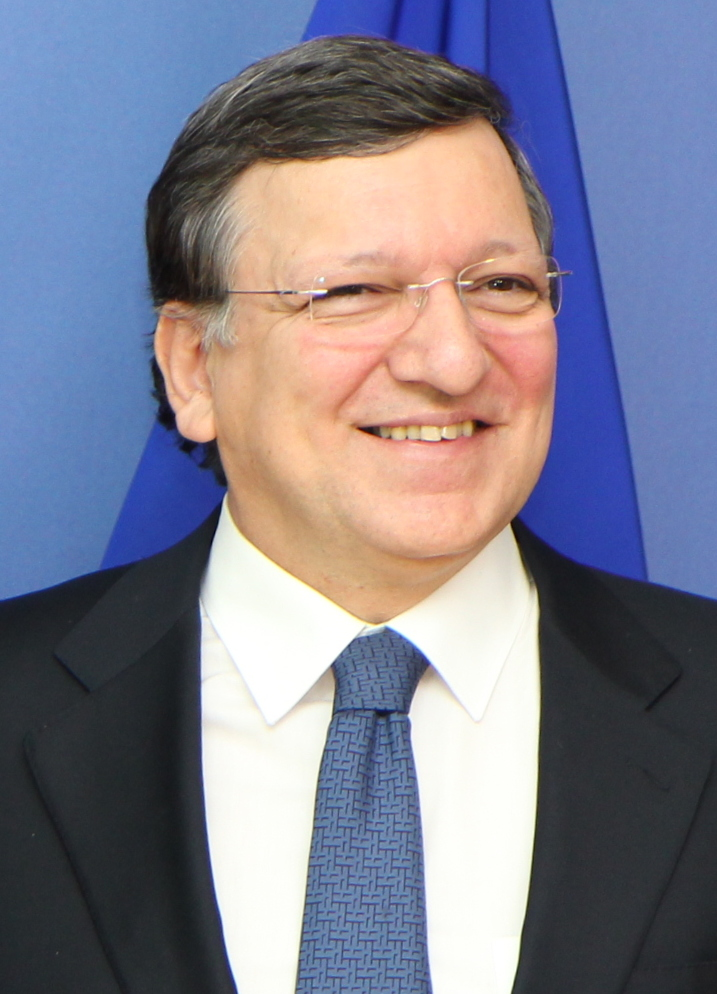
De voorzitter en naamgever van de commissie, José Manuel Barroso.

De commissie-Barroso II is de Europese Commissie die haar werkzaamheden begin 2010 aanving en een mandaat had tot november 2014. De commissie bestond initieel uit 27 leden, een voor elke lidstaat van de Europese Unie; een voorzitter, de hoge vertegenwoordiger van de Unie voor Buitenlandse Zaken en Veiligheidsbeleid en 25 overige leden. De commissie droeg de naam van haar voorzitter, de Portugees José Manuel Barroso.

## Goedkeuring door Parlement
De kandidaat-commissarissen werden ondervraagd door het Europees Parlement. Deze sessies waren gepland van 11 tot 15 januari 2010 in Brussel en van 18 tot 19 januari in Straatsburg. Op 9 februari 2010 werd er gestemd over de nieuwe commissie.
De voorgestelde Bulgaarse kandidaat, Rumiana Jeleva, werd te licht bevonden. Ter vervanging werd Kristalina Georgieva voorgedragen. Op 1 juli 2013 werd Neven Mimica wegens toetreding van Kroatië tot de Unie lid van de Commissie.

## Leden
| Commissie-Barroso II (2009 - 2014)                        | Commissie-Barroso II (2009 - 2014)                                                                | Commissie-Barroso II (2009 - 2014) |
| --------------------------------------------------------- | ------------------------------------------------------------------------------------------------- | ---------------------------------- |
| Naam                                                      | Portefeuille                                                                                      | Lidstaat                           |
| José Manuel Barroso                                       | Voorzitter van de Europese Commissie                                                              | Portugal                           |
| Catherine Ashton                                          | Vicevoorzitter en hoge vertegenwoordiger van de Unie voor Buitenlandse Zaken en Veiligheidsbeleid | Verenigd Koninkrijk                |
| Viviane Reding (2010-2014) Martine Reicherts (2014)       | Vicevoorzitter (tot 1 juli 2014), Justitie, grondrechten en burgerschap                           | Luxemburg                          |
| Joaquín Almunia                                           | Vicevoorzitter en Mededinging                                                                     | Spanje                             |
| Siim Kallas                                               | Vicevoorzitter en Vervoer                                                                         | Estland                            |
| Neelie Kroes                                              | Vicevoorzitter en Digitale agenda                                                                 | Nederland                          |
| Antonio Tajani (2010-2014) Ferdinando Nelli Feroci (2014) | Vicevoorzitter (tot 1 juli 2014), Industrie en ondernemerschap                                    | Italië                             |
| Maroš Šefčovič                                            | Vicevoorzitter, Interinstitutionele betrekkingen en administratie                                 | Slowakije                          |
| Olli Rehn (2010-2014) Jyrki Katainen (2014)               | Vicevoorzitter, Economische en Monetaire Zaken                                                    | Finland                            |
| Michel Barnier                                            | Vicevoorzitter (sinds 1 juli 2014), Interne markt en diensten                                     | Frankrijk                          |
| Günther Oettinger                                         | Vicevoorzitter (sinds 1 juli 2014), Energie                                                       | Duitsland                          |
| Johannes Hahn                                             | Regionaal beleid                                                                                  | Oostenrijk                         |
| Karel De Gucht                                            | Handel                                                                                            | België                             |
| Kristalina Georgieva                                      | Internationale samenwerking, humanitaire hulp en crisisbestrijding                                | Bulgarije                          |
| Androulla Vassiliou                                       | Onderwijs, cultuur, meertaligheid en jeugdzaken                                                   | Cyprus                             |
| Štefan Füle                                               | Uitbreiding en nabuurschapsbeleid                                                                 | Tsjechië                           |
| Connie Hedegaard                                          | Klimaat                                                                                           | Denemarken                         |
| Maria Damanaki                                            | Maritieme zaken en visserij                                                                       | Griekenland                        |
| László Andor                                              | Werkgelegenheid, sociale zaken en inclusie                                                        | Hongarije                          |
| Máire Geoghegan-Quinn                                     | Onderzoek, innovatie en wetenschap                                                                | Ierland                            |
| Andris Piebalgs                                           | Ontwikkeling                                                                                      | Letland                            |
| Algirdas Šemeta                                           | Belastingen en douane-unie, audit en fraudebestrijding                                            | Litouwen                           |
| John Dalli (2009-2012) Tonio Borg (sinds 2012)            | Gezondheid en consumentenbescherming                                                              | Malta                              |
| Janusz Lewandowski (2010-2014) Jacek Dominik (2014)       | Begroting                                                                                         | Polen                              |
| Dacian Cioloş                                             | Landbouw en plattelandsontwikkeling                                                               | Roemenië                           |
| Janez Potočnik                                            | Milieu                                                                                            | Slovenië                           |
| Cecilia Malmström                                         | Binnenlandse Zaken                                                                                | Zweden                             |
| Neven Mimica                                              | Consumentenbescherming                                                                            | Kroatië                            |

Joaquín Almunia · László Andor · Catherine Ashton · Michel Barnier · José Manuel Barroso · Tonio Borg (vanaf 28 november 2012) · Dacian Cioloş · John Dalli (tot 16 oktober 2012)  · María Damanáki · Jacek Dominik (sinds 16 juli 2014) · Štefan Füle · Karel De Gucht  · Máire Geoghegan-Quinn · Kristalina Georgieva · Johannes Hahn · Connie Hedegaard · Siim Kallas · Jyrki Katainen (sinds 16 juli 2014) · Neelie Kroes · Janusz Lewandowski (tot 1 juli 2014) · Cecilia Malmström · Neven Mimica · Ferdinando Nelli Feroci (sinds 16 juli 2014) · Günther Oettinger · Andris Piebalgs · Janez Potočnik · Viviane Reding (tot 1 juli 2014) · Olli Rehn (tot 1 juli 2014) · Martine Reicherts (sinds 16 juli 2014) · Maroš Šefčovič · Algirdas Šemeta · Antonio Tajani (tot 1 juli 2014) · Androulla Vassiliou